# Adrian Świątek
Adrian Świątek (ur. 22 lipca 1986 w Poznaniu) – polski piłkarz występujący na pozycji napastnika. Od 2018 roku także piłkarz plażowy.

## Kariera klubowa
Świątek jest wychowankiem Warty Poznań.
Przed rundą wiosenną sezonu 2004/2005 został wypożyczony z klubu UKS SMS Łódź do III-ligowej Stali Głowno.
W lipcu 2006 roku został zawodnikiem ŁKS-u Łódź. 29 lipca zadebiutował w najwyższej klasie rozgrywkowej w meczu z Pogonią Szczecin i zdobył też w tym spotkaniu swoją debiutancką bramkę.
W styczniu 2007 został wypożyczony na rok do II-ligowego Piasta Gliwice. Jednak już w czerwcu gliwicki klub postanowił rozstać się z zawodnikiem, a ten przed rozpoczęciem kolejnego sezonu wrócił do łódzkiego klubu.
16 lutego 2010 roku Wydział Gier Polskiego Związku Piłki Nożnej rozwiązał kontrakt Świątka z ŁKS-em Łódź z winy klubu, a trzy dni później piłkarz podpisał 3-letni kontrakt z Górnikiem Zabrze. Świątek został wicekrólem strzelców I ligi, zdobywając 16 goli (8 dla ŁKS-u i 8 dla Górnika).
Na początku 2011 roku Górnik wypożyczył go do I-ligowego Ruchu Radzionków, z kolei w lipcu został wypożyczony na rok do I-ligowego Piasta Gliwice. 31 sierpnia 2012 rozwiązał za porozumieniem stron umowę z zabrzańskim klubem i tego samego dnia podpisał półroczny kontrakt z I-ligową Sandecją Nowy Sącz.
W lipcu 2013 roku został zawodnikiem II-ligowego Pelikana Łowicz.
W lipcu 2014 został graczem III-ligowej Formacji Port 2000 Mostki.
W 2018 roku rozpoczął przygodę z beach soccerem występując w barwach HSV.

## Statystyki kariery klubowej
Stan na 1 września 2014.
| Klub                      | Sezon         | Liga          | Liga  | Liga   | Puchar krajowy | Puchar krajowy | Puchar ligi | Puchar ligi | Puchary europejskie | Puchary europejskie | Suma  | Suma   |
| Klub                      | Sezon         | Liga          | Mecze | Bramki | Mecze          | Bramki         | Mecze       | Bramki      | Mecze               | Bramki              | Mecze | Bramki |
| ------------------------- | ------------- | ------------- | ----- | ------ | -------------- | -------------- | ----------- | ----------- | ------------------- | ------------------- | ----- | ------ |
| Stal Głowno               | 2004/2005 (w) | III liga      | ?     | 1      | –              | –              | –           | –           | –                   | –                   | ?     | ?      |
| Stal Głowno               | 2005/2006     | III liga      | ?     | 11     | –              | –              | –           | –           | –                   | –                   | ?     | ?      |
| ŁKS Łódź                  | 2006/2007 (j) | I liga        | 3     | 1      | 2              | 0              | 2           | 1           | –                   | –                   | 6     | 2      |
| Piast Gliwice             | 2006/2007 (w) | II liga       | 1     | 0      | –              | –              | –           | –           | –                   | –                   | 1     | 0      |
| ŁKS Łódź                  | 2007/2008     | I liga        | 6     | 0      | 0              | 0              | 1           | 0           | –                   | –                   | 7     | 0      |
| ŁKS Łódź                  | 2008/2009     | Ekstraklasa   | 6     | 0      | 1              | 0              | 6           | 1           | –                   | –                   | 13    | 1      |
| ŁKS Łódź                  | 2009/2010 (j) | I liga        | 18    | 8      | 1              | 1              | –           | –           | –                   | –                   | 19    | 9      |
| Górnik Zabrze             | 2009/2010 (w) | I liga        | 13    | 8      | –              | –              | –           | –           | –                   | –                   | 13    | 8      |
| Górnik Zabrze             | 2010/2011 (j) | Ekstraklasa   | 9     | 1      | 1              | 0              | –           | –           | –                   | –                   | 10    | 1      |
| Ruch Radzionków           | 2010/2011 (w) | I liga        | 15    | 4      | –              | –              | –           | –           | –                   | –                   | 15    | 4      |
| Piast Gliwice             | 2011/2012     | I liga        | 25    | 4      | 2              | 0              | –           | –           | –                   | –                   | 27    | 4      |
| Górnik II Zabrze          | 2012/2013 (j) | Liga okręgowa | ?     | ?      | –              | –              | –           | –           | –                   | –                   | ?     | ?      |
| Sandecja Nowy Sącz        | 2012/2013 (j) | I liga        | 12    | 1      | –              | –              | –           | –           | –                   | –                   | 12    | 1      |
| Pelikan Łowicz            | 2013/2014     | II liga       | 26    | 7      | 2              | 1              | –           | –           | –                   | –                   | 28    | 8      |
| Formacja Port 2000 Mostki | 2014/2015     | III liga      | 5     | 6      | –              | –              | –           | –           | –                   | –                   | 5     | 6      |